# Angela Naeth
Angela Elaine Naeth (Prince George, 1982. február 23. –) kanadai triatlonista. Számos sikert ért el, többek között megnyerte a North American Ironman nemzeti bajnokságot 2015. május 16-án a texasi államban található The Woodlandsben.
36 dobogós helyezés, 5+ dobogós IM és 3 teljes Ironman-győzelem fűződik a nevéhez – mindegyik 9 óra alatt.
Ő alapította a legnagyobb női állóképességi csapatot, amelynek az IRACELIKEAGIRL nevet adta. Ezenkívül állóképességi edzőként is tevékenykedik.
2018. október 13-án Angela 8:57:34-es idővel a 8. helyen végzett a hawaii Kailua-Konában lezajlott Ironman-világbajnokságon.
2018 elején Lyme-kórt diagnosztizáltak nála, ennek ellenére sportjának szószólója és világszínvonalú versenyzője maradt, miközben betegségével is megküzdött.

## Fordítás
Ez a szócikk részben vagy egészben  az   Angela Naeth című angol Wikipédia-szócikk ezen változatának fordításán alapul.  Az eredeti cikk szerkesztőit annak laptörténete sorolja fel. Ez a jelzés csupán a megfogalmazás eredetét és a szerzői jogokat jelzi, nem szolgál a cikkben szereplő információk forrásmegjelöléseként.